# Івелін Попов
Івелін Попов (болг. Ивелин Попов, нар. 26 жовтня 1987, Софія) — болгарський футболіст, півзахисник клубу «Сочі». Також відомий як гравець збірної Болгарії.

## Клубна кар'єра
Народився 26 жовтня 1987 року в Софії. Вихованець юнацької команди «Левскі», з якої перейшов до нідерландського «Феєнорда», проте пробитись до основної команди не зумів.
У дорослому футболі дебютував 2005 року виступами за «Літекс». Поступово Попов став основним півзахисником команди, а 2008 навіть був обраний капітаном команди. У сезоні 2009/10 «Літекс» став чемпіоном Болгарії, а Попов названий найкращим гравцем року за версією Асоціації футболістів Болгарії. Всього за ловецьку команду провів п'ять сезонів, взявши участь у 96 матчах чемпіонату.
Своєю грою за цю команду привернув увагу представників тренерського штабу турецького «Газіантепспора», до складу якого приєднався на правах оренди влітку 2010 року, а вже в кінці року став повноцінним гравцем команди. Відіграв за турецьку команду наступні два сезони своєї ігрової кар'єри. Більшість часу, проведеного у складі «Газіантепспора», був основним гравцем команди.
До складу клубу «Кубань» приєднався 25 серпня 2012 року. Наразі встиг відіграти за краснодарську команду 20 матчів в національному чемпіонаті.

## Виступи за збірні
Протягом 2006–2007 років залучався до складу молодіжної збірної Болгарії. На молодіжному рівні зіграв у 13 офіційних матчах, забив 2 голи.
22 серпня 2007 року дебютував в офіційних матчах у складі національної збірної Болгарії в товариській грі проти збірної Уельсу, яку валлійці виграли 1:0, а Попов вийшов у другому таймі замість Димитра Телкійського. 17 вересня 2010 року в товариському матчі проти збірної Сербії увійшов в історію як наймолодший капітан збірної в її історії.
Наразі провів у формі головної команди країни 40 матчів, забивши 7 голів.

## Титули і досягнення
- Чемпіон Болгарії (1):

«Литекс»: 2009-10
- Володар Кубка Болгарії (3):

«Литекс»: 2007-08, 2008-09
«Ботев» (Пловдив): 2023-24
- Володар Суперкубка Болгарії (1):

«Литекс»: 2010
- Чемпіон Росії (1):

«Спартак» (Москва): 2016-17
- Володар Суперкубка Росії (1):

«Спартак» (Москва): 2017